# Beng Spies
Beng Spies är en amerikansk röstskådespelare som har medverkat i datorspel och TV-serier sedan 2002.

## Roller

### Datorspel
- 2004 – Medal of Honor: Pacific Assault
- 2004 – Full Spectrum Warrior
- 2005 – Area 51
- 2005 – God Hand
- 2005 – Xenosaga Episode II: Jenseits von Gut und Böse
- 2006 – Shin Onimusha: Dawn of Dreams
- 2006 – Baten Kaitos Origins
- 2006 – Scooby-Doo: Who's Watching Who
- 2006 – The Sopranos: Road to Respect
- 2008 – Command & Conquer 3: Kane's Wrath
- 2007 – Command & Conquer 3: Tiberium Wars
- 2008 – Metal Gear Solid 4: Guns of the Patriots
- 2010 – Lost Planet²
- 2009 – H.A.W.X
- 2008 – The Rise of the Argonauts

### TV
- 2004 – E! True Hollywood Story (TV-serie) (berättarröst)
- 2002 – What's New, Scooby-Doo (TV-serie) (Murph the Mechanic och Randy Dinwiddie)